# Anisol
Anisolul, denumit și metoxibenzen sau fenil metileter, este un eter, un compus organic cu formula CH3OC6H5. Este un lichid incolor cu un miros asemănător cu cel al semințelor de anason. Mulți dintre derivații săi sunt găsiți în aromele naturale și artificiale.
Din punct de vedere chimic, este un eter ce conține grupările fenil și metil.

## Obținere
Anisolul se prepară în urma reacției de metilare a fenoxidului de sodiu cu sulfat de dimetil sau cu clorură de dimetil, cea din urmă fiind un exemplu de sinteză Williamson:
{\displaystyle {\ce {2 C6H5ONa + (CH3O)2SO2 -> 2 C6H5OCH3 + Na2SO4}}}

## Utilizări
Anisolul este un precursor pentru obținerea parfumurilor, feromonilor de insecte și a produselor farmaceutice. Exemple de derivați de anisol cu utilizări importante sunt: anetolul și butilhidroxianisolul.